# Château de Pissy (Somme)
Le château de Pissy est une propriété privée située sur le territoire de la commune de Pissy, dans le département de la Somme au sud-ouest d'Amiens.

## Historique
Le château actuel a été construit à l'emplacement de l'ancienne maison seigneuriale au XVIIe siècle et agrandi de deux ailes plus basses au siècle suivant. Au XIXe siècle furent construits les communs. Les pierres pour la construction ont été extraites d'une carrière creusée sous la cour d'honneur actuelle ce qui provoqua par la suite un affaissement du sol au niveau des communs.

## Description
Le corps de logis en briques à harpages et chaînages de pierre est flanqué de deux ailes en retour d'équerre. Il a été prolongé, au nord et au sud, par deux ailes. Il s'élève sur deux étages sur un soubassement en grès.

Façade principale du château
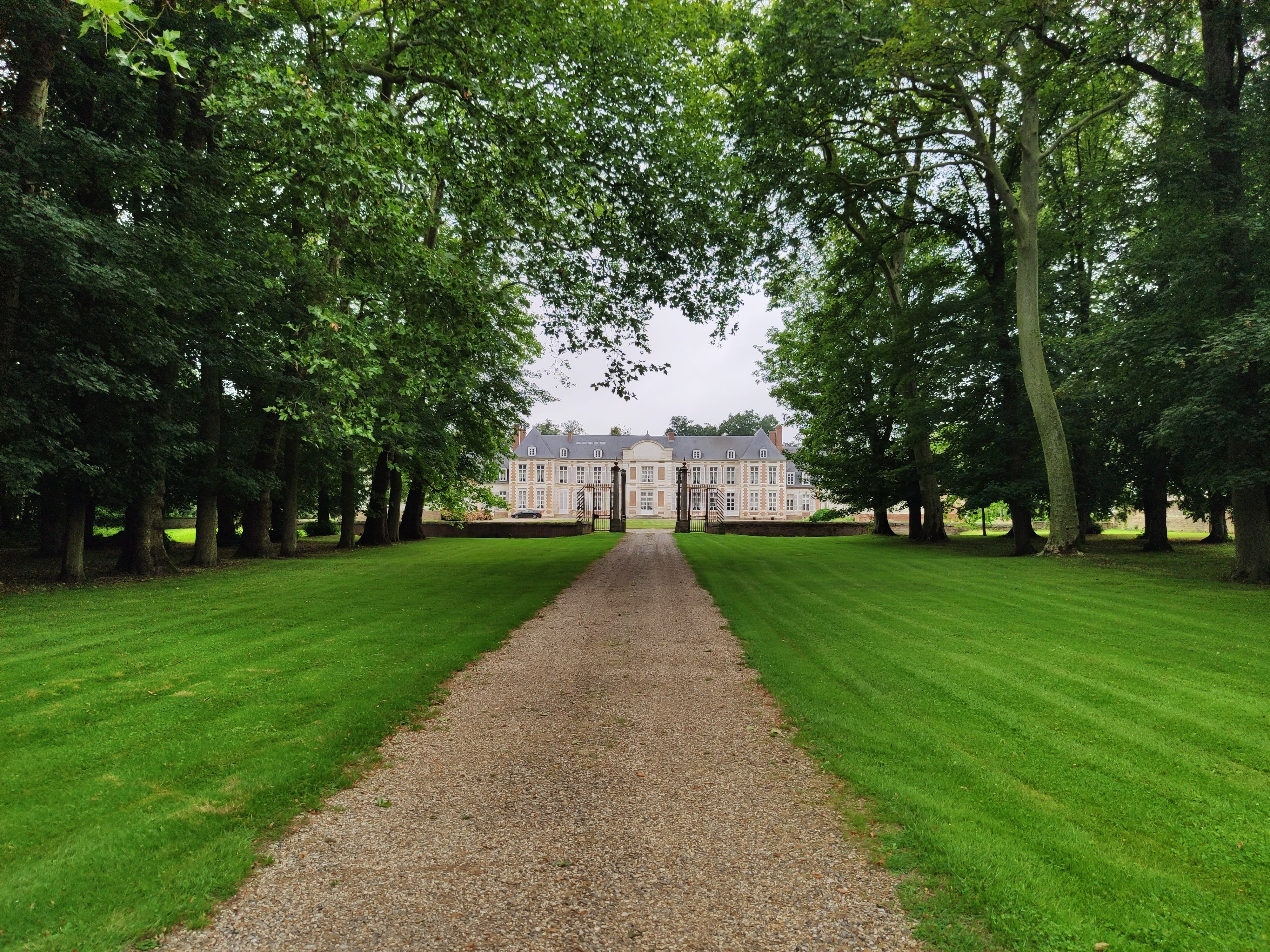
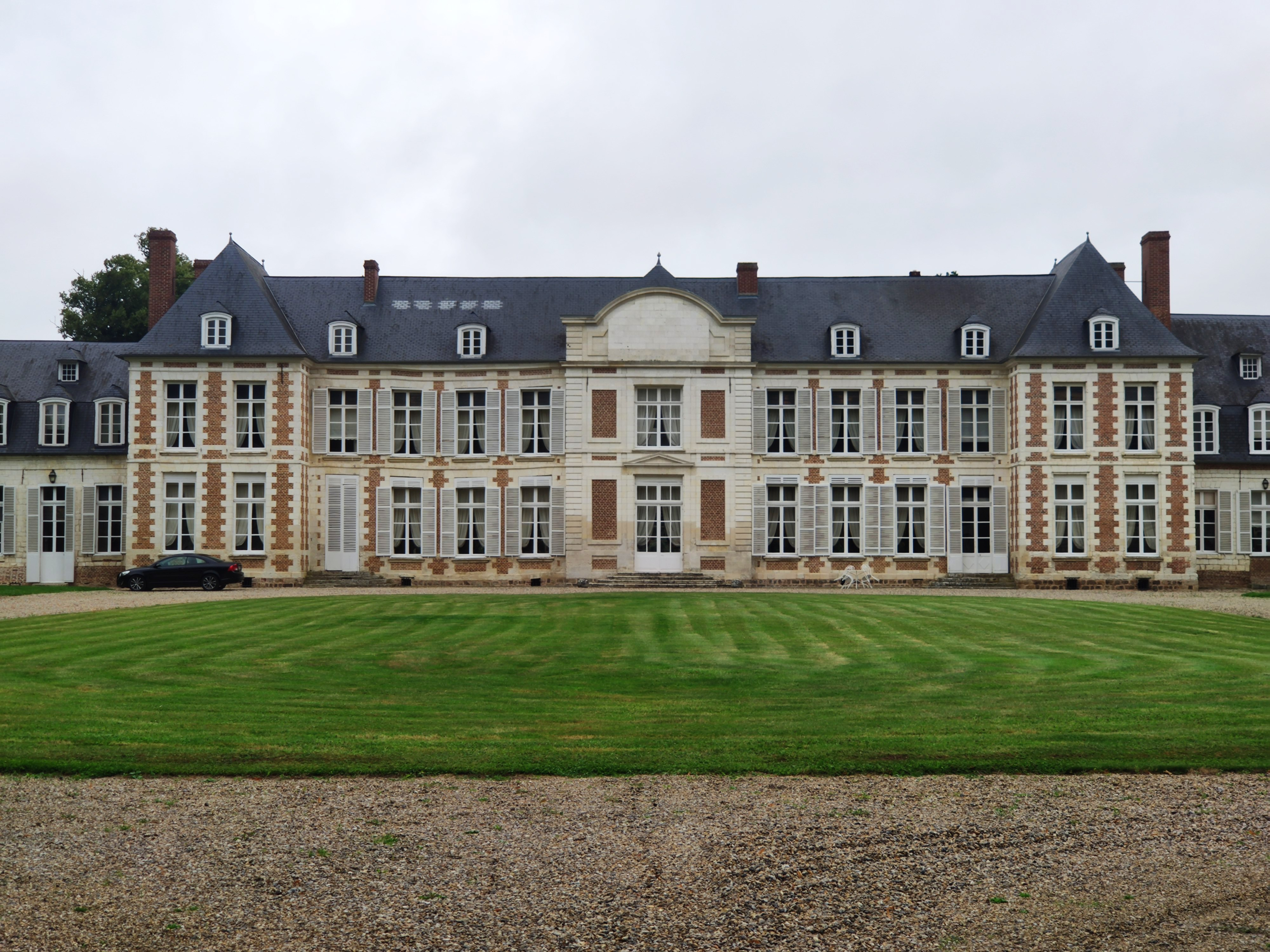
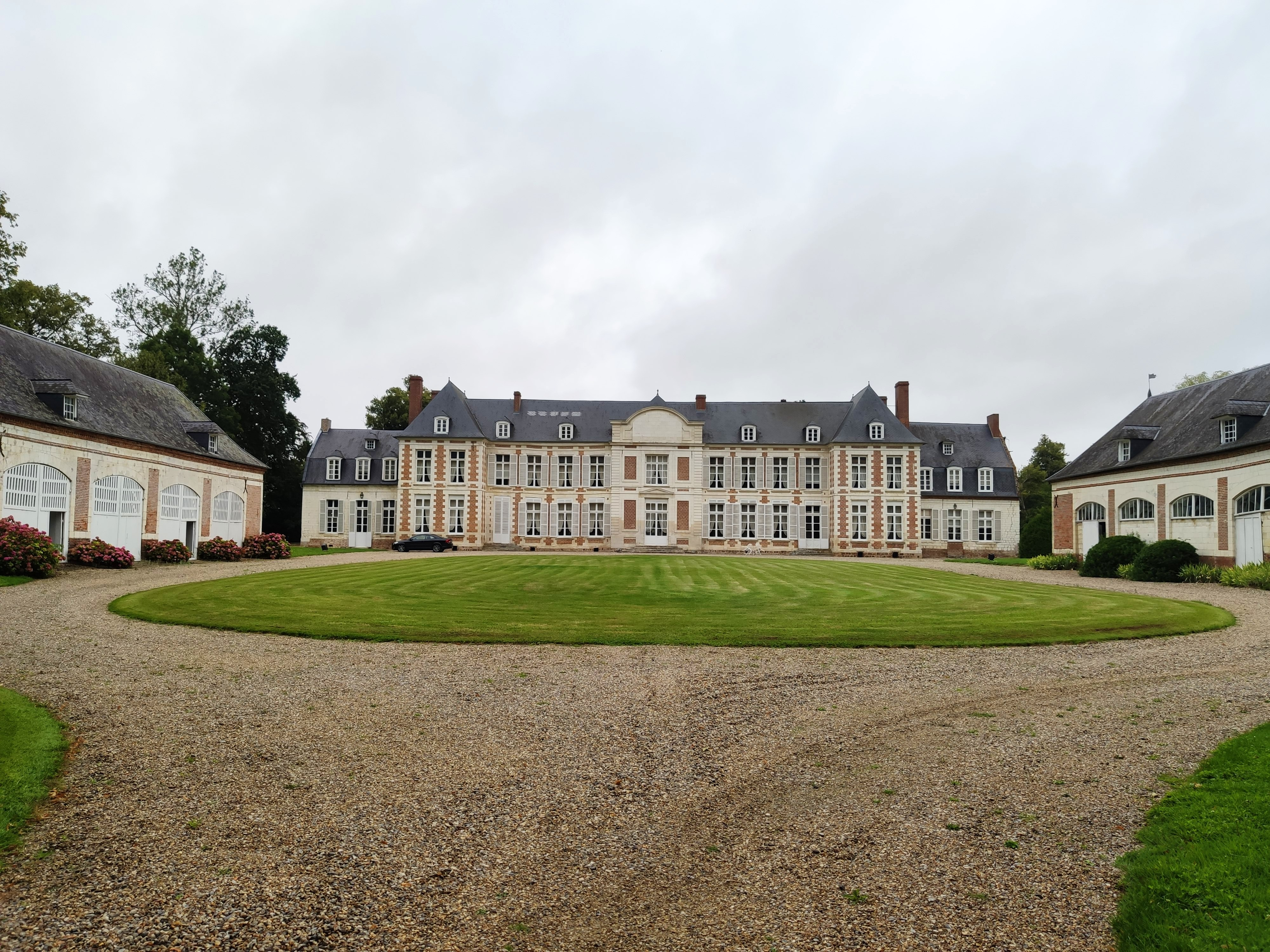